# 노동자당 (브라질)
노동자당(勞動者黨, 브라질 포르투갈어: Partido dos Trabalhadores)은 브라질의 룰라주의 성향의 좌파 정당이다. 전 대통령이자 전 상파울루 금속노조 위원장인 루이스 이나시우 룰라 다 시우바가 1979년 12월에 창당했다. 2002년 브라질 대선에서 룰라 후보가 승리해 집권 여당이 됐으며, 2010년 대선에서도 지우마 호세프 후보가 승리했다.

## 개요
브라질의 군사정부 시기에 해방 신학과 관련된 가톨릭 신자를 주축으로 하여 당시 대규모 파업을 주도한 노동조합 운동과 군사정부의 탄압을 피해 망명했다가 1979년 사면법 이후 돌아온 좌파 지식인 등이 결집하여 1980년에 출범하였고 1982년 2월에 정식 정당 등록이 이루어졌다. 당 강령에서는 "민주사회주의 국가를 건설하는 것을 목표로 하며, 착취, 지배, 억압, 불평등, 불의, 빈곤을 없애기 위해 투쟁하겠다"고 명기했다,
브라질 노동자당의 정식 정당 등록이 이루어진 것과 같은 해 11월에 실시 된 국회의원 선거에서 룰라는 낙선했지만, 하원에서 8석을 얻었다. 1988년 헌법 개정으로 대통령 직선제가 부활 후 처음 열린 1989년 12월의 대통령 선거에서 룰라가 출마했지만 결선 투표에서 페르난두 콜로르 지 멜루에 패배한 이후 1994년 의회 선거에서는 이전보다 득표울와 의석을 크게 늘렸지만, 동시에 행해진 대통령 선거에서는 사회민주당의 페르난두 엔히키 카르도주에 큰 차이로 패배했다.
1998년 대선에서 룰라는 카르도 대통령에게 다시 패했지만, 2002년 10월 대선에서 약 60%의 득표를 얻어 첫 승리를 거뒀다. 동시에 열린 국회의원 선거에서 의석을 얻었으며, 주요 정당이 되었고, 그 후 2006년 10월의 대통령 선거에서도 룰라가 재선, 브라질 노동자당은 여당의 자리를 유지했다. 룰라 시대의 노동당은 브라질의 경제부흥과 룰라주의의 후광 속에서 정치적으로 성장했다. 2013년 88석의 의석을 확보함으로 다시 거대 정당이 되었고, 대선에서는 지우마 호세프가 승리하여 집권 여당의 자리를 유지하게 되었다. 그러나 지우마 호세프 대통령이 탄핵되면서 대통령 권한대행인 미셰우 테메르가 대통령이 되면서 야당이 되었다.
심지어 2018년 대선을 앞두고 출마 의사를 밝힌 룰라 전 대통령이 돈세탁 및 부정부패 혐의로 구속되는 등, 대선 출마가 사실상 좌절되었고, 사회자유당의 자이르 보우소나루가 대세론으로 인기를 얻자 노동자당은 구속된 룰라 대신 페르난두 아다지를 대선 후보로 내세웠다. 그러나 아다지는 2위로 낙선하였고, 사회자유당과 진보당을 포함한 우익 정당들이 자이르 보우소나루와 연립정권을 구성하게 되면서, 정부에서 노동자당은 소외되었다.

## 이념
원래 노동자당은 이념적으로 반스탈린주의와 민주사회주의에 기초한 정당이었다. 1980년대 후반부터 노동자당은 반스탈린주의 조직을 벗어나 대중정당으로써 변모를 위해 반스탈린주의와 민주사회주의를 폐기하고 복지 정책과 사회 정의를 구호로 삼았다. 1990년 브라질 노동자당은 상파울루 포럼 창립에 서명하고 신자유주의와 긴축 정책에 대한 반대를 다시 한번 확인했다. 2006년부터 노동자당은 회의적인 우익 유권자들을 향해 신자유주의에 대한 온건한 대안으로써 보우사 파밀리아와 룰라주의를 제안했다. 룰라주의는 신자유주의과 긴축정책에 반대하고 외교적으로는 라틴아메리카주의와 반제국주의, 경제적으로는 탈신자유주의을 통한 경제 성장과 복지 정책에 초점을 두었다.

## 역대 선거 결과

### 대통령 선거
| 선거명                    | 대통령 후보                    | 부통령 후보           | 1차 득표수 | 1차 득표율 | 2차 득표수 | 2차 득표율 | 당락 |
| ------------------------- | ------------------------------ | --------------------- | ---------- | ---------- | ---------- | ---------- | ---- |
| 1989년 브라질 대통령 선거 | 루이스 이나시우 룰라 다 시우바 | 주제 파울루 비술      | 11,622,673 | 17.18%     | 31,076,364 | 46.97%     | 낙선 |
| 1994년 브라질 대통령 선거 | 루이스 이나시우 룰라 다 시우바 | 알루이시우 메르카당테 | 17,122,127 | 27.07%     |            |            | 낙선 |
| 1998년 브라질 대통령 선거 | 루이스 이나시우 룰라 다 시우바 | 레오넬 브리졸라       | 21,475,218 | 31.71%     |            |            | 낙선 |
| 2002년 브라질 대통령 선거 | 루이스 이나시우 룰라 다 시우바 | 조제 알렝카르         | 39,454,692 | 46.44%     | 52,793,364 | 61.27%     | 당선 |
| 2006년 브라질 대통령 선거 | 루이스 이나시우 룰라 다 시우바 | 조제 알렝카르         | 46,662,365 | 48.61%     | 58,295,042 | 60.83%     | 당선 |
| 2010년 브라질 대통령 선거 | 지우마 호세프                  | 미셰우 테메르         | 47,651,434 | 46.91%     | 55,752,529 | 56.05%     | 당선 |
| 2014년 브라질 대통령 선거 | 지우마 호세프                  | 미셰우 테메르         | 43,267,668 | 41.59%     | 54,501,119 | 51.64%     | 당선 |
| 2018년 브라질 대통령 선거 | 페르난두 아다지                | 마누엘라 다빌라       | 31,342,051 | 29.28%     | 47,040,906 | 44.87%     | 낙선 |
| 2022년 브라질 대통령 선거 | 루이스 이나시우 룰라 다 시우바 | 제라우두 아우크민     | 57,259,405 | 48.43%     | 60,345,999 | 50.90%     | 당선 |

### 총선
| 년도 | 하원 득표수 | 하원 득표율 | 하원 의석 | 상원 득표수 | 상원 득표율 | 상원 의석 |
| ---- | ----------- | ----------- | --------- | ----------- | ----------- | --------- |
| 1982 | 1,458,719   | 3.5%        | 8 / 479   | 1,538,786   | 3.6%        | 0 / 25    |
| 1986 | 3,253,999   | 6.9%        | 16 / 487  | -           | 0%          | 0 / 49    |
| 1990 | 4,128,052   | 10.2%       | 35 / 502  | -           | 0%          | 1 / 31    |
| 1994 | 5,959,854   | 13.1%       | 49 / 513  | 13,198,319  | 13.8%       | 4 / 54    |
| 1998 | 8,786,528   | 13.2%       | 58 / 513  | 11,392,662  | 18.4%       | 7 / 81    |
| 2002 | 16,094,080  | 18.4%       | 91 / 513  | 32,739,665  | 21.3%       | 14 / 81   |
| 2006 | 13,989,859  | 15.0%       | 83 / 513  | 16,222,159  | 19.2%       | 10 / 81   |
| 2010 | 16,289,199  | 16.9%       | 88 / 513  | 39,410,141  | 23.1%       | 15 / 81   |
| 2014 | 13,554,166  | 14.0%       | 68 / 513  | 15,155,818  | 17.0%       | 12 / 81   |
| 2018 | 10,126,611  | 10.3%       | 56 / 513  | 24,785,670  | 14.5%       | 6 / 81    |
| 2022 | 15,354,125  | 13.9%       | 68 / 513  | 12,456,553  | 12.2%       | 9 / 81    |